# Jinsafut
Jinsafut (àrab: جينصافوط, Jinṣāfūṭ) és una vila palestina de la governació de Qalqilya, a Cisjordània, situada 15 kilòmetres a l'est de Qalqilya i 16 kilòmetres a l'oest de Nablus. Es troba a una altura de 430 metres sobre el nivell del mar. Segons l'Oficina Central Palestina d'Estadístiques tenia 2.648 habitants el 2016.
El secretari general de Fatah, Farouk Kaddoumi, hi va néixer.

## Demografia
Les principals famílies de Jinsafut eren els al-Ayoub, al-Sukar, al-Saber, al-Allan, al-Nassar, al-Bashir and Eid. Abans de 1967 Jinsafut tenia 700 habitants, que va baixar a 550 després de la Guerra dels Sis Dies en 1967, ja que motls habitants fugiren a Jordània. Segons estimacions de la PCBS la població de la vila va créixer a 2.122 habitants en 2003, i a 2.280 en 2006.

## Economia
Abans de 1967 el 99.5% de la força laboral de Jinsafut depenia de l'agricultura, especialment del conreu de préssecs i raïm, així com la aramaderia. La resta treballava en llocs de treball civil. Des del 1967 fins al 2002, el 91% dels residents del poble depenia de l'agricultura o treballava a Israel, un 6% estava ocupat en el govern de l'Autoritat Nacional Palestina i el 3% treballava en el comerç. Des del començament de la Segona Intifada, el moviment de vehicles a Jinsafut ha estat constret per Israel, cosa que contribueix a que el 93% de la població activa es trobi a l'atur.
Segons l'Applied Research Institute - Jerusalem, Jinsafut té una superfície de terra de 9.335 dúnams; 31.8% s'usen en cultius, 4.3% per zones agràries heterogènies, 1.9% per vegetació herbàcia, 5.2% és designada terra arable, 3% és sòl urbanitzat i el 8% és usada com a terra per als assentaments israelians. La resta és àrea forestal.

## Història

### Època otomana
El lloc apareix als registres fiscals otomans de 1596 com a Jim Safut, parat de la nàhiya de Bani Sa'b, dins del liwà de Nablus. Tenia una població de 26 llars, totes musulmanes Els vilatans pagaven taxes sobre el blat, ordi, collites d'estiu, olives, cabres, ruscs i una premsa d'olives i raïm.
En 1882 el Survey of Western Palestine del Fons per a l'Exploració de Palestina va descriure la vila com «un petit llogaret en una zona elevada, amb pous al nord i unes poques oliveres.»

### Època moderna
Segons el cens organitzat en 1922 per les autoritats del Mandat Britànic Jensafut tenia 267 habitants, tots musulmans, mentre que en el cens de Palestina de 1931 Jinsafut tenia 76 cases ocupades i una població de 315 musulmans.
En 1945 la població era de 450 musulmass, amb 9,356 dúnams de terra, segons un cens oficial de terra i població. D'aquests, 1.410 dúnams eren per plantacions o regadiu, 2.208 per a cereals, mentre 14 dúnams eren sòl urbanitzat.

### Després de 1948
Després de la de la Guerra araboisraeliana de 1948, i després dels acords d'Armistici de 1949, Jinsafut va restar en mans de Jordània. Després de la Guerra dels Sis Dies el 1967, ha estat sota ocupació israeliana.